# Герб Донецької Народної Республіки
Герб «Донецької народної республіки» — один з символів терористичного утворення «Донецька народна республіка» поряд з прапором та гімном. Має вигляд двоголового орла з Архангелом Михаїлом в центрі. Затверджений окупаційним «парламентом» 21 червня 2014 року.

## Історія

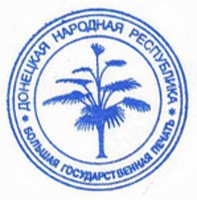
До 21 червня 2014 року, тобто до прийняття «Народною радою ДНР» герба ДНР, в управлінні окупаційна адміністрація використовувала печатку із зображенням пальми, що була ключовим елементом герба Донецької області.

Сучасне зображення герба «Донецької народної республіки» було схвалене «Верховною радою ДНР» 21 червня 2014 року. До цього окупаційна адміністрація користувалася печатками, на яких були зображення пальми. Пальма була центральним елементом герба Донецької області, який був прийнятий у 1999 році.
Починаючи з червня 2014 року окупаційна адміністрація «ДНР» користується гербом, схваленим на сесії «верховної ради ДНР».

## Опис
Герб має вигляд сріблястого двоголового орла, що підняв догори свої розпущені крила. На грудях орла у червоному щиті зображений Архангел Михаїл у сріблястому вбранні та мантії, із золотим мечем у правій руці та срібним щитом, на якому зображений срібний православний московський хрест, у лівій руці. Особливістю герба «ДНР» є те, що лапи у орла відсутні, а Архангел Михаїл зображений з бородою на обличчі.
Початкове зображення герба «ДНР», а саме Архангела Михаїла на ньому, повторювало проєкт герба Києва, розробленого Олексієм Руденком у 2009 році.